# Gerwazy
Gerwazy – imię męskie pochodzenia greckiego. Wywodzi się od słowa oznaczającego „czczony”, „szanowany”.
Imię niezbyt popularne w Polsce. W styczniu 2025 r. w rejestrze PESEL, wśród publicznie dostępnych danych dotyczących osób żyjących, wykazano 72 mężczyzn o imieniu Gerwazy nadanym jako imię pierwsze. 
Gerwazy imieniny obchodzi: 18 czerwca i 19 czerwca, jako wspomnienie św. Gerwazego.

## Imię Gerwazy w innych językach
- angielski: Gervase[3], Jarvis, Jervis[4]
- esperanto: Gervazo[5]
- francuski: Gervais[3]
- grecki: Γερβάσιος[6]
- hiszpański: Gervasio[3]
- litewski: Gervazas, Gervas[4]
- łacina: Gervasius[7]
- niemiecki: Gero[3], Gervasius, Gervas[4]
- norweski: Geir[3]
- portugalski: Gervásio[3]
- rosyjski: Gervasij[8]
- słowacki: Gervazij[4]
- słoweński: Gervazije[4]
- włoski: Gervasio[3], Gervaso[7]
- węgierski: Guártás[7], Gyárfás, Járfás[4]

## Mężczyźni o imieniu Gerwazy
- Ghervazen Longher – rumuński polityk, działacz polonijny
- José Gervasio Artigas – urugwajski bohater narodowy
- Grzegorz Gerwazy Gorczycki – polski kompozytor i kapelmistrz

W literaturze
- bohater z Sielanek Szymona Szymonowica
- Imię Gerwazy nosi jeden z drugoplanowych bohaterów Pana Tadeusza – Gerwazy Rębajło.